# Bae Yeon-ju
Bae Yeon-ju (Hangul: 배연주) (n. 26 oct 1990 a Masan, Gyeongsangnam-do) és una esportista d'elit sud-coreana que competeix en bàdminton en la categoria individual.
Bae va guanyar l'atenció internacional el 2006 quan va arribar a les semifinals en l'individual femení i va guanyar la medalla d'or com a membre de l'equip mixt de Corea del Sud en el BWF World Junior Championships.
Bae es va unir a l'equip nacional de Corea del Sud el 2007 i va guanyar el seu primer títol nacional el 2009. El 2008 va obtenir el Indonesia International.